# 2. Brief des Paulus an die Korinther
| Neues Testament |
| --- |
| Evangelien |
| - Matthäus - Markus - Lukas - Johannes |
| Apostelgeschichte |
| Paulusbriefe |
| - Römer - 1. Korinther - 2. Korinther - Galater - Epheser - Philipper - Kolosser - 1. Thessalonicher - 2. Thessalonicher - 1. Timotheus - 2. Timotheus - Titus - Philemon - Hebräer |
| Katholische Briefe |
| - Jakobus - 1. Petrus - 2. Petrus - 1. Johannes - 2. Johannes - 3. Johannes - Judas                                                                                                 |
| Offenbarung |

Der 2. Brief des Paulus an die Korinther, oder kurz der 2. Korintherbrief (altgriechisch ΠΡΟΣ ΚΟΡΙΝΘΙΟΥΣ Β'; Abkürzung: 2 Kor) ist ein Buch des Neuen Testaments der christlichen Bibel. Seit dem Mittelalter wird es in 13 Kapitel unterteilt.

## Verfasser
Nach eigener Angabe ist Paulus der Verfasser und sein Schüler Timotheus Mitverfasser des Briefes (2 Kor 1,1 ). Die Abfassung durch Paulus bzw. Timotheus ist allgemein anerkannt. Einige Exegeten vermuten, der Brief bestehe aus verschiedenen Briefen des Paulus, die von seinen Schülern in einem zusammenhängenden Text gefasst worden seien.

## Adressaten
Der 2. Brief des Paulus ist an die christliche Gemeinde in der griechischen Hafenstadt Korinth und die Gemeinden in der Achaea gerichtet (2 Kor 1,1 ), denn dort war das Heimischwerden des christlichen Glaubens in einer heidnischen Kultur mit vielen Problemen verbunden. Diese Beobachtungen thematisierte Paulus schon in seinem 1. Brief.
Die Lage in der Gemeinde von Korinth war so angespannt, dass Paulus zu einem weiteren Besuch in die Stadt kam. Dieser Aufenthalt war von kurzer Dauer, weil ein Teil der Gemeinde ihm die Anerkennung und den Gehorsam versagte (2 Kor 10,1–10 ). Paulus verließ Korinth im Sommer 55 und zog über Troas nach Makedonien.

## Datierung
In Makedonien erhielt Paulus von seinem Schüler Titus die Nachricht, die Gemeinde in Korinth habe ihr Unrecht eingesehen und seien reumütig zum Gehorsam zurückgekehrt (2 Kor 7,6–16 ). Daraufhin verfasste Paulus im Jahr 56 den 2. Brief an die Korinther.

## Inhalt

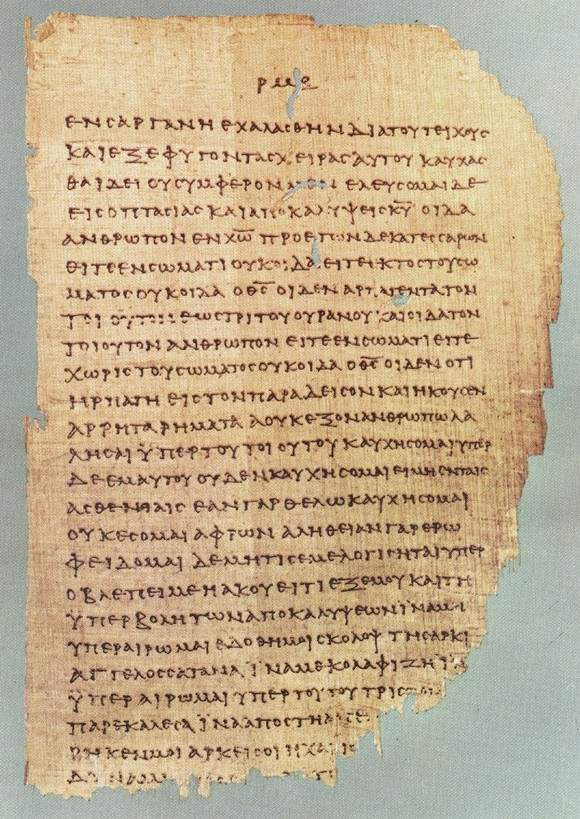
Papyrus 46 mit dem Text von 2. Korinther 11,33–12,9

Zentraler Inhalt des Briefes ist die Legitimation und das Wesen des apostolischen Dienstes des Paulus. Im Philemonbrief wirbt Paulus um die Gemeinde, dass sie in den Dienst für den Herrn hineinwachse. Im 2 Kor spricht Paulus dagegen als der Diener Christi, der seiner Gemeinde ins Gewissen reden muss.
Nach der Anschrift und dem Gruß (2 Kor 1,1–2 ) lässt sich der Brief wie folgt gliedern:
1. Gemeinschaft des Trostes (2 Kor 1,3–2,14)
2. Der rechte Dienst für Christus (2 Kor 2,12–6,10)
3. Lebensregeln der Gemeinschaft (2 Kor 6,11–9,15)
4. Die Vollmacht des Apostels (2 Kor 10,1–13,10).
5. Schlusswort und Segenswunsch (2 Kor 13,11–13 EU).